# История на Стара Загора/Литературни откъси
Връщане към История на Стара Загора

## Под османска власт
Из Староосманска анонимна хроника:
“Оттогава Мурад се зае от Ески да тръгне срещу Одрин. Неговият Лала Шахин беше бейлербег. След това той даде на Лала Шахин войска и го изпрати срещу Одрин. Когато Лала Шахин дойде до Одрин, неверниците на Одрин излязоха срещу него. Това беше жестока битка, много хора бяха избити. Тогава неверниците бяха разбити, избягаха и се върнаха в Одрин. Лала Шахин изпрати на Мурад вест и някои глави. Хаджи Илбек и Евренос дойдоха при Мурад и го заведоха към Одрин. Тогава Тунджа и Марица бяха придошли. Управителят на Одрин през нощта се качил на една ладия, избягал и отишъл в Енос. На сутринта бойците за вярата намериха града празен и населението им предаде незабавно града. Те влязоха в него и така Одрин бе превзет. Това стана в 761 година от хиджра.
Мурад възложи на своя Лала Шахин поход срещу Загра и Филибе и го изпрати там. Те нахлуха там и завладяха тези области, а на Евренос бег той даде областта Ипсала. Евренос бег отиде там и също я завладя. След това те станаха погранични бейове."

### Стара Загора под ударите на кърджалиите
През 1793 г. кърджалът Емин Ага се отправя с много увеличени сили към румелийския център Ески Загра. Всички били в отлично настроение, защото пратените съгледвачи вече разказали за баснословното имане на Ески Загра – „десет пъти по-богата дори и от Станимака (Асеновград)“.
Шпионите съобщили обаче, че градът никак не е безопасен, има укрепления и отлично организирана отбрана. Така решили Ески Загра да се нападне едновременно от всичките и страни. Първо изпратили писмо до хората и аянина на града:
"Изпрати веднага 5 клашника, 5 товарни животни, 200 кесии тютюн, 200 оки кафе и 20 кесии акчета точно, ако искаш казата ти да не претърпи никакви загуби. Една нощ ще останем на гости, после от вашата каза ще отидем другаде... добре си опичайте ума, след туй няма да приемем молбата ви. Веднага, бързо изпратете отговора си!”
На път за Ески Загра Еминовите кърджалии ограбили богатите села наоколо. Старозагорци се подсетили какво ги чака и навреме успели да се подготвят за едно „хубаво" посрещане.
Човекът, който им приготвил това посрещане, бил старозагорският войвода и аянин капуджибашията Карагьоз Мехмед ага, един от много малкото хора, успели да се справят със страшните кърджалии. Името на Карагьоз ага срещаме за първи път в доклада на старозагорския заместник-кадия от 17 октомври 1785 година във връзка с преследването на „хасковските разбойници“ и отбраната на Казанлък. Хаджи Мехмед ага имал дъщеря, Бенли, която още от малка била обучена как да се защитава и да използва отлично огнестрелни оръжия и ятаган. На 20 години тя се омъжила за Мехмед паша и родила 2 деца – Емин и Фатма. Всички те живеели в огромна резиденция е Ески Загра.
Старозагоският аянин е оценил добре кърджалийската опасност и тогава още е пристъпил към защитата на града чрез укрепяването му с шарампол – дълбок изкоп с насип откъм вътрешната му страна и забити в насипа подострени дъбови колове с височина до 5 метра. Между коловете пробивали тесни дупки (бойници), през които защитниците на града стреляли срещу неприятелите. Подсилени с високи каменни кули, ъглите на шарампола свършвали най-отгоре с дървена ограда (чардак). На чардака се изреждали на денонощна стража „съгледатели", които вдигали при опасност гражданите в тревога чрез биене на тъпани.
В Стара Загора по това време се влизало през много тежки големи дъбови порти, обковани с желязо, по 3 подвижи дървени моста, които денем се спускали, а вечер се вдигали. Хаджи ага укрепил не само града, но и неговите покрайнини, като затворил улиците им с талиги, отсечени цели дървета, а зад тия противоконни барикади поставил най-опитните си стрелци. Той заповядал да се въоръжи цялото население на Ески Загра, с изключение на болните и децата, и всички, без разлика на вяра и народност, всеки момент да бъдат готови за бой докрай.
Ето този е бил човекът, с когото е трябвало да се пребори Кърджалъ Емин ага при опита си да ограби Стара Загора. И наистина този опит се оказал злополучен – когато обсадилите града кърджалии се впуснали в атака с грозни ревове и биене на тъпани, пушките на старозагорските защитници ги посрещнали и даалиите започнали да се търкалят убити. Самият Хаджи ага, докато траели кървавите схватки, обикалял от място на място, за да окуражава защитниците на града и сам давал пример на точна стрелба.
Новият им опит да нападнат града бил посрещнат по същия начин. Близо 2 седмици бюлюците на Емин ага се опитвали да проникнат в града, но при всеки опит те се натъквали на много добре обмислената, непроницаема отбрана на града, в която особено се отличили българите.
Не помогнали нито заплахите на бандитските главатари, нито хитрините на един разпопен поп, изпратен като шпионин в града и накрая изгорен жив в кюлханите на градските бани. Такава е съдбата на много кърджалийски разузнавачи, превърнати от старозагорския безпощаден капуджибашия в пепел и дим. Накрая станало ясно, че Ески Загра не е Асеновград и Еминовите даалии отстъпили. Загубили надежда да превземат града, озверените даалии успели само да подпалят една от крайните махали, а след това изчезнали.
Строг и властен, брутален и жесток, старозагорският аянин не позволявал на никой да се отклони от стражевата служба, все едно дали е турчин, евреин или българин. Нарушителите и престъпниците той биел, а след това заповядвал да бъдат обесвани или изгаряни живи през нощта в пещите на градските бани (кюлханите). Така безпощадно постъпвал Мехмед ага със съмишлениците, ятаците на кърджалиите и с техните съгледници. Той зорко следял кой излиза и влиза в града и при най-малкото подозрение, че тоя или оня „не е добър човек", клетникът изчезвал завинаги в градските огнени пещи на хамама. Ето така благодарение на твърдата му ръка и въведения от него железен ред, Ески Загра била спасена от кърджалиите и запазила през тоя много страшен период своето население и богатства. През 1813 г. най-известният кърджалия Кара Феиз напада Стара Загора, подпалва я и успява да унищожи почти напълно града.

### Първата старозагорска жена войвода
Мерджан Рада е от старозагорското село Християново. Името ѝ Мерджан на арабски значи „корал“, но Мерджан е и забравеното в днешно време име на здрав, дългогодишен храст, който е устойчив на всякакво време. Всичко това подсказва колко твърда, но и красива е била тя. Възпяват я дори в народните песни като „Бяла Рада“. През лятото хайдут Рада водела чета, а през зимата, за да се скрие добре, си намирала мъж, за когото се омъжвала. С никого от тях обаче не допускала никаква интимност. Напролет, когато отново събирала дружината си, първо изпитвала физическите възможности на мъжете. Поставяла им задачи, през които първо тя минавала. Ако някой дори и малко се затруднявал, тя го пъдела от дружината си. Някъде към второто десетилетие на 19 век Мерджан Рада войвода попада жива в ръцете на турците. Заловена в родното ѝ село и окована, тя показно е разкарвана на кон из околностите, а накрая е отведена в Одрин и там намира смъртта си във водите на р. Марица посредством една често използвана за времето си екзекуция-зашиване в чувал и хвърляне в реката.

## Старозагорското въстание
През септември 1875 г. в България започват да пламват огнища на революционна борба, като първото, най-ярко и известно е това в Стара Загора. Това е първият опит на Стамболов като млад революционер сам да приложи на практика знанията си. Ето какво пише Захарий Стоянов за тези дни:
„На другия ден аз заминах за Стара Загора. Докато намеря Стамболов минаха два дена. Най-после късно вечер Михаил Жеков ме заведе в къщата на един друг стар патриотин-Колю, където квартируваше Стамболов. Бъдещият двигател на въстанието седеше в една тъмна миризлива стаичка без свещ и постелки, като затворник. В едната си ръка държеше револвер, а по-настрани върху едно столче лежаха писмените му принадлежности, състоящи се от един попски девит, няколко листа бяла книга, карта на Блаканите, телескоп и компас. От многото ходене пешком краката му бяха затекли, киснеше ги в пресол вода“.

### Спомени на участниците в битката за спасяването на Самарското знаме
„Тази касапница стана все за опълченското знаме... То няколко пъти минава в неприятелски ръце и пак си го взимаха нашите. Загинаха мнозина за него, но го спасиха. Всеки опълченец съзнаваше, че след 500-годишно робство, то беше първото знаме, което развя Българското опълчение, ядката на българската млада войска, и че ако то паднеше в плен, убиваше се куражът на българите и се зачерняше честта на България. Подполковник Калитин се закле в Плоещ, че ще умре, но няма да даде знамето в неприятелски ръце и наистина той честно устоя на думата си.“
Това са думите на опълченеца Мито Анков. Стефан Кисов в спомените си дава по-подробно описание на драматичните събития:
„Силна пушечна и артилерийска стрелба продължаваше по цялата линия. Редовете на ротите от 1-ва и 3-та дружини се топяха като пролетен сняг. Знаменосецът Марчин ранен, асистента му Булаич също. Знамето се предаде на старшия унтерофицер Цимбалюк, обаче и него раниха; но той не напусна строя и не остави знамето. Храбрия и доблестен дружинен командир Калитин беше решил с щик да си отворим път, или да измрем. Това се виждаше от направеното му разпореждане. Аз затръбих сбор и опълченците започнаха да се събират при дружинния командир.
-Тук, тук, юнаци, при мене, строй се! – викаше подполковник Калитин на опълченците. Но щом опълченците се сгрупираха на едно место, изведнъж се почувствува лошия резултат от заповедта: те като снопи започнаха да падат. Под знамето вече паднаха 5 човека, на самото знаме дръвцето се бе пречупило, турците продължаваха да настъпват.
- Юнаци, дайте ми знамето! – извика подполковник Калитин, когато видя, че знаменосецът Стефан Минков, който бе взел знамето след раняването на знаменосеца, падна убит и като пое подаденото му знаме, скомандува: „Подиря ми юнаци!“ и дръпна да възвие коня си. В този момент неприятелски куршуми свалиха героя Калитин от коня. Ний с Попов бяхме току до него. Когато се спуснахме и приповдигнахме нашия началник от земята, той беше неподвижен—мъртъв.
Това обстоятелство направи потресающо впечатление на всички ни. Турците, въсползувани от намалената от наша страна стрелба, понеже се сбирахме в сгъстен строй, се хвърлиха напред. Техните предни редове се смесиха с нашите. Те извикаха още веднъж „юрюш“ и се хвърлиха към знамето... Раздадоха се от наша страна няколко недружни и в упор пушечни гърмежи, щабскапитан Попов извика „Ура“ и събравшите се около му опълченци като един се хвърлиха връз турците,—катурнаха ги, но не ги преследваха, защото на помощ на турците бързаха други...
След това решително счепкване, няколко опълченци, между които забелязах Д. Митков, Попов, Радев, Мицов, Ст. Данев и унтерофицер Тома Тимофеев, последния със знамето в ръце, бързо започнаха да отстъпват. Впрочем и другите не трябваше да губят време и за туй Попов извика: „Назад, юнаци!“ Започна се отстъплението. Опълченците се спираха и се отстрелваха от настъпващите по петите ни турци.
Щом падна подполковник Калитин убит, щабскапитан Попов заповяда на четирма опълченци да вземат тялото на героя и да отстъпват. Троица от тях след няколко крачки паднаха убити и ранени и бяха заместени с други. Когато настигнахме носившите тялото, тъкмо по него време още двоица паднаха убити. Нямаше възможност да се изнесе тялото на героя Калитин, за туй бе дадена заповед да го оставят. Опълченците сложиха полекичка неподвижното тяло на земята, снеха си шапките и се прекръстиха. Всичките наоколо, като видяха тази трагическа сцена, последваха примера на другарите си.”
Като продължение на видяното и написаното от Кисов, идват думите на участника в разигралите се в Стара Загора събития–Манол Георгиев:
„Под Самарското знаме падна убит и подполковник Калитин, когато се спусна с коня си, та го взема от земята, вдигна го нагоре и извика: „Юнаци, около знамето!“ В това време един неприятелски куршум го удари в челото и издъхна моментално. Знамето биде грабнато от едно младо момче и го изнесе на безопасно място. Момчетата, изнурени от непрестанния 6-часов ужасен бой, отчаяни от непристигването на очакваната помощ, почнаха да се оттеглят в боеви порядък.
Когато генерал Столетов дойде в Казанлък и видя спасено знамето, което беше окървавено и дръжката му счупена, със сълзи на очи и със задавен глас извика: „Спасибо вам, молодци, для спасения знамя.“ Той се приближи до него и с треперящи ръце го взе и целуна, като си вдигна очите към небето в знак на благодарност богу, че го е удостоил да го види пак в ръцете на неговите обични опълченци. В Казанлък момчетата си отпочинаха няколко дена и се оттеглиха в село Шипка, където събираха сили и се приготовляваха юнашки, като разярени лъвове, да посрещнат Сюлейман паша и да го разбият съвършено или да измрат до един.“

### Старозагорското клане
В своите спомени ръководителят на старозагорския отряд полк. Де Прерадович, който след това участва и в боевете на Шипка, описва по следния начин бягащите от своя горящ град старозагорци:
„Тесният планински път беше буквално задръстен от каруци и бягащи тълпи жени, деца, старци, които се бяха смесили с отстъпващите войски… Суматохата е невъобразима. Там син мъкне изнемогващ стар баща, тук обезумяла майка се тръшка и иска да ѝ върнат изгубените деца. Тичат осиротели деца и с плач търсят своите бащи и майки. Млади жени в припадък на ужас и под влияние на нравственото и физическо изнемогване изоставят кърмачета, на всяка стъпка сцени на отчаяние и ням, потискащ ужас. И всичко това се е струпало в безпомощна, ридаеща тълпа. Всичко бърза, бяга, като се стреми да изпревари или поне да не изостава от отстъпващите войски, виждайки само в тях опора и надежда за спасение“.
Големият приятел на Османската империя Юлий Викхет, който се отнася с неприязън към Русия, и непрекъснато възхвалява победите на Сюлейман паша при Стара Загора, като съпровождащ кореспондент на в-к „Аугсбургер Цайтунг“, виждайки зверствата на турците в града, завършва написания от него репортаж със следното:
„Радостта ми се помрачи от това, което ми се случи да видя и чуя. Аз не съм в състояние да опиша всичките ужаси на сцените, на които, за мое нещастие, съм бил донейде свидетел и очевидец. И сега даже, като си припомня за тях, кръвта ми замръзва в жилите. Това, което се нахвърли върху нещастния град Ески Загра (Стара Загора – б.а.), бяха не хора, а легион бесни дяволи. В плен никого не вземаха, а всекиго, без разлика, с байонетите си пробождаха или с ятаганите съсичаха. На ранените главите отрязваха. Болни, жени, деца, старци, всичко, което бе живо и дишаше, безмилостно убиваха или хвърляха в пламъците на запалените къщи… Участта на Магдебург в 30-годишната война едва ли е била по-ужасна от участта на нещастната Ески Загра. И най-кръвожадните орди на онази епоха не са могли да убиват, да горят и да опустошават с по-голяма зверска ярост, отколкото това се случи в наши дни и дори става в тази минута… Моите нерви не са слаби. Аз съм участвал в Кримската война и в кръвопролитната война в Индия. Като кореспондент бях очевидец на френцузката кампания през 1870 – 1871 г., но всичко, което виждам сега, преминава границите на възможното“.